# Lehniner Mittelheide und Quellgebiet der Emster
Das Naturschutzgebiet Lehniner Mittelheide und Quellgebiet der Emster liegt auf dem Gebiet der Gemeinde Kloster Lehnin im Landkreis Potsdam-Mittelmark in Brandenburg.
Das Gebiet mit der Kenn-Nummer 1509 wurde mit Verordnung vom 21. Mai 1996 unter Naturschutz gestellt. Das rund 640 ha große Naturschutzgebiet mit dem Mühlenteich, dem Mittelsee und dem Emstaler Schlauch erstreckt sich nördlich von Rädel, einem Ortsteil der Gemeinde Kloster Lehnin. Nördlich verläuft die A 2 und am nordwestlichen Rand die Landesstraße L 86. Durch das Gebiet hindurch verläuft die L 88, am westlichen Rand erstreckt sich der Gohlitzsee.